# Єршовський сільський округ
Єршо́вський сільський округ (каз. Ершов ауылдық округі, рос. Ершовский сельский округ) — адміністративна одиниця у складі Узункольського району Костанайської області Казахстану. Адміністративний центр — село Єршовка.
Населення — 1457 осіб (2021; 2562 у 2009, 3364 у 1999, 4363 у 1989).
Станом на 1989 рік існували Єршовська сільська рада (села Єршовка, Краснознаменка, Отинагаш) та Київська сільська рада (села Абай, Долинка, Косколь, Миролюбовка). Село Долинка було ліквідоване 2014 року, село Косколь — 2017 року. 2019 року Київський сільський округ був розділений на Миролюбовську сільську адміністрацію та Абайську сільську адміністрацію, які одразу увійшли до складу Єршовського сільського округу.

## Склад
До складу адміністрації входять такі населені пункти:
| Населений пункт      | Старі назви | Населення, осіб (1989) | Населення, осіб (1999) | Населення, осіб (2009) | Населення, осіб (2021) |
| -------------------- | ----------- | ---------------------- | ---------------------- | ---------------------- | ---------------------- |
| Абай, село           | -           | 296                    | 300                    | 242                    | 89                     |
| Долинка, село        | -           | 195                    | 184                    | 41                     | -                      |
| Єршовка, село        | -           | 2034                   | 1399                   | 1363                   | 779                    |
| Косколь, село        | -           | 379                    | 276                    | 105                    | -                      |
| Краснознаменка, село | -           | 6                      | -                      | -                      | -                      |
| Миролюбовка, село    | -           | 1194                   | 1005                   | 618                    | 466                    |
| Отинагаш, село       | -           | 259                    | 200                    | 193                    | 123                    |